# فلاديمير ديميتروف
فلاديمير ديميتروف (بالبلغارية: Владимир Димитров – Майстора) هو رسام بلغاري، ولد في 1 فبراير 1882 في Frolosh ‏ في بلغاريا، وتوفي في 29 سبتمبر 1960 في صوفيا في بلغاريا.

## وصلات خارجية
- فلاديمير ديميتروف على موقع الموسوعة البريطانية (الإنجليزية)